# 索蒂斯

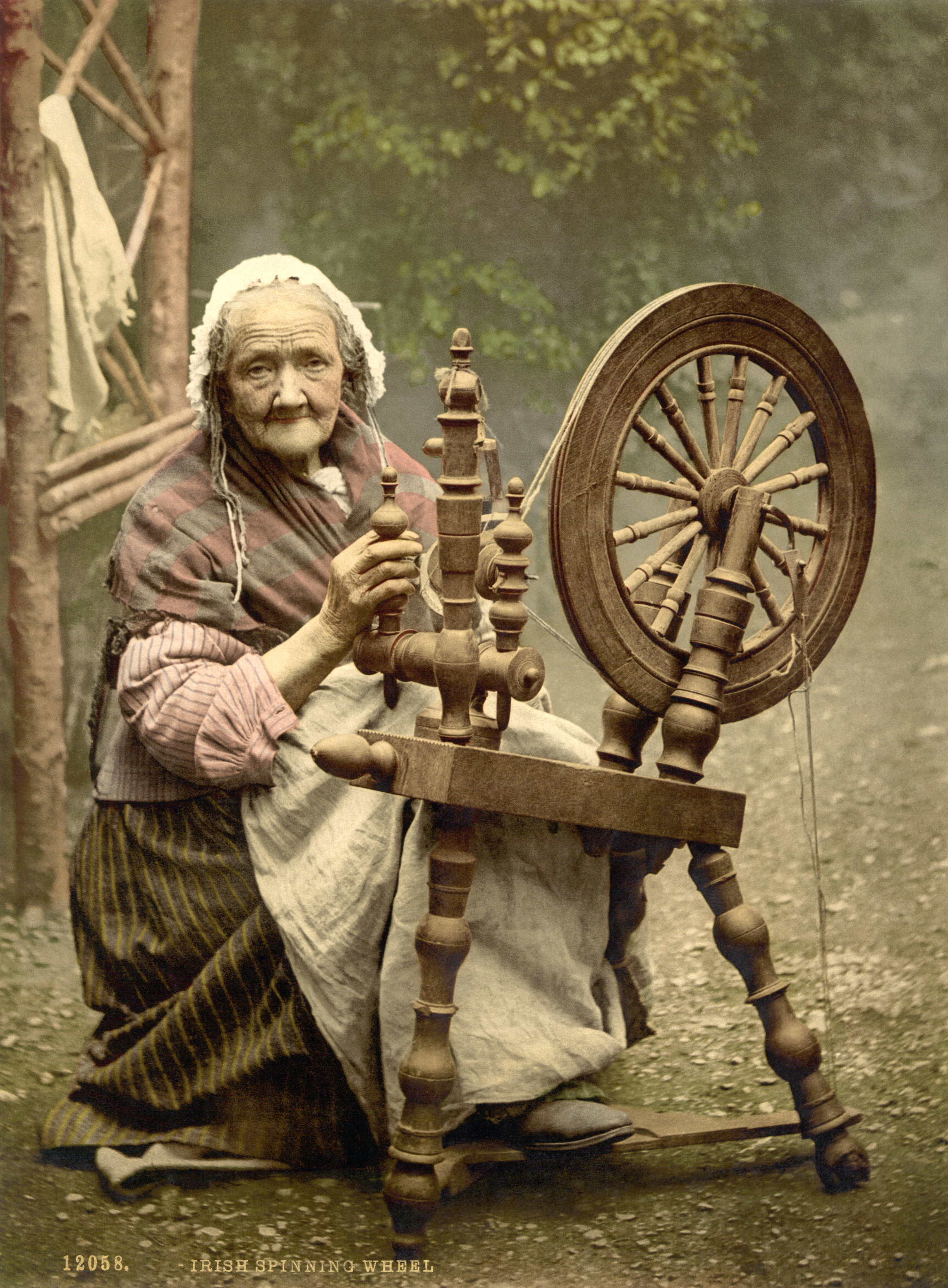
老婆婆与纺轮，爱尔兰，约1890年-1900年

索迪斯（Sudice）是斯拉夫神话中的“命运”之神，判断刚出生婴儿未来财富、命运、生死的精灵。在捷克语言，她们被称为索迪茨基（Sudičky）。在塞尔维亚神话中通过索迪斯（Sudice）、索达耶（Suđaje）的名称可找到她们，在波兰神话中被称她们为罗查尼斯（Rodzanice）、纳尔契尼斯（Narecznice）或索迪契基（Sudiczki）；在斯洛文尼亚神话中则叫索杰尼斯（Sojenice）和罗杰尼斯（Rojenice）。
索迪茨卡是一个斯拉夫神话中人物。这个故事讲述了预言每个摇篮中新生儿命运的三位纺线婆婆。第一个长有连续不断流出纺线的大下唇；第二个长有握着线结的大拇指；第三长有踩纺车的大脚。对于一个人来说，无论好坏，命运都会降临在他身上。
该故事有许多与希腊神话中的摩伊赖（Moira）相似的地方。

## 相关文章
- 波热娜·涅姆科娃（Bozena Nemcova）
- 福尔图娜（Fortuna）
- 卡雷尔·雅罗米尔·爱尔本（Karel Jaromír Erben）
- 诺姆斯（Noms）
- 摩伊赖（Moira）